# Keep on Ridin
Albums de Tha Dogg Pound
That Was Then, This Is Now
(2009) 100 Wayz
(2010)
Keep on Ridin est une compilation de Tha Dogg Pound, sortie le 18 mai 2010.

## Liste des titres
| No  | Titre                                                                    | Contient un (des) sample(s) de                   | Durée |
| --- | ------------------------------------------------------------------------ | ------------------------------------------------ | ----- |
| 1.  | We da West (featuring Snoop Dogg, Bad Lucc, Damani, Problem et Soopafly) |                                                  | 6:26  |
| 2.  | Keep on Ridin (featuring Butch Cassidy)                                  |                                                  | 4:28  |
| 3.  | Fire                                                                     |                                                  | 3:07  |
| 4.  | If U Want Me 2 Stay (featuring Snoop Dogg et Uncle Chucc)                | If You Want Me to Stay de Sly & the Family Stone | 4:35  |
| 5.  | Stay'd Out All Nite Long (featuring Uncle Reo)                           |                                                  | 3:24  |
| 6.  | Real Wit'cha (featuring Scar et Problem)                                 |                                                  | 6:47  |
| 7.  | Leave a Message                                                          |                                                  | 3:31  |
| 8.  | Bang Dat (featuring Snoop Dogg)                                          |                                                  | 3:25  |
| 9.  | My CoopDeville                                                           |                                                  | 4:30  |
| 10. | Huh What                                                                 | Tequila des Champs                               | 4:43  |
| 11. | All Nite                                                                 |                                                  | 3:12  |
| 12. | Don't Give a Fucc (featuring Snoop Dogg)                                 |                                                  | 4:31  |

| 13. | Blessin'                                    | 3:04 |
| 14. | I Wanna Rock (G-Mix) (featuring Snoop Dogg) | 3:52 |